# Python Software Foundation
La Python Software Foundation ( PSF ) è un'organizzazione senza scopo di lucro, nata il 6 marzo 2001 e dedicata alla promozione e al sostegno dello sviluppo del linguaggio Python. Scopo della fondazione è favorire la crescita e lo sviluppo della comunità Python organizzando conferenze, workshop e altri eventi.
È inoltre responsabile dello sviluppo della distribuzione Python di base, della gestione delle proprietà intellettuali, dell'organizzazione di conferenze per sviluppatori, tra cui la Python Conference (PyCon), e della raccolta fondi.
Nel 2005, la Python Software Foundation ha ricevuto il Computerworld Horizon Award come "tecnologia all'avanguardia".

## Panoramica
La PSF lavora per potenziare la comunità Python offrendo sovvenzioni per organizzare conferenze, workshop, incontri e per finanziare lo sviluppo di strumenti e risorse utili per i programmatori Python. La PSF è responsabile dell'organizzazione della Python Conference (PyCon) US, la principale conferenza della comunità Python. La PSF è il punto di contatto principale per le organizzazioni che desiderano lavorare con Python, supportarlo o sponsorizzarne lo sviluppo .Fornisce una struttura attraverso la quale il lavoro, le donazioni e le sponsorizzazioni vengono coordinati a livello mondiale. La PSF possiede e protegge anche la proprietà intellettuale associata a Python e alla comunità Python, come la parola "Python", il logo dei due serpenti e i termini " PyLadies " e "PyCon".

## Iscrizione
La PSF prevede cinque livelli di appartenenza:
1. Membri base : i membri base sono individui o enti che fanno parte della comunità Python e che hanno deciso di dichiarare il loro supporto a Python accettando il Codice di condotta della comunità.
2. Membri sostenitori : i membri sostenitori effettuano una donazione annuale alla PSF per sostenere la fondazione e supportare la comunità Python. I soci sostenitori hanno diritto di voto.
3. Membri gestori : i membri gestori sono persone che si impegnano a lavorare almeno cinque ore al mese per supportare l'ecosistema Python, organizzando eventi, gestendo o contribuendo a progetti della PSF, gestendo l'infrastruttura, partecipando a uno dei gruppi di lavoro della PSF, ecc. I membri gestori hanno diritto di voto.
4. Membri contributori – I membri contributori sono persone che dedicano almeno cinque ore al mese a lavorare su progetti che promuovono la missione del PSF, laddove il lavoro sia correlato alla creazione o alla manutenzione di software open source disponibile gratuitamente al pubblico. I membri contributori hanno diritto di voto.
5. Fellows– I fellow sono membri nominati per i loro sforzi straordinari e per l'impatto che hanno avuto su Python, sulla comunità e sull'ecosistema Python. I membri vengono nominati dalla comunità e promossi tramite voto dei soci. I membri fellow hanno diritto di voto.[6]

## Codice di condotta
Dalla fine del 2012, la Python Software Foundation ha iniziato a raccomandare che tutte le conferenze Python creino e applichino un codice di condotta. Questo è obbligatorio al fine di poter accedere a fondi della Python Software Foundation.

## Letture di approfondimento
- Jyh-An Lee, Nonprofit Organizations and the Intellectual Commons, Edward Elgar Publishing, 2012, ISBN 978-1-78100-158-5, OCLC 1027550705.